# Mahilaka
Mahilaka war eine Handelsstadt an der nordwestlichen Küste von Madagaskar in der Bucht von Ampasindava auf der vorgelagerten Insel Nosy Be.
Die Stadt blühte vor allem im 11. bis zum 15. Jahrhundert.
Bei Ausgrabungen von Chantal Radimilahy fanden sich einige Steinhäuser und Moscheen. Die von einer Mauer umgebende Stadt umfasste ein Gebiet von ca. 60 Hektar. Im Zentrum der Stadt befand sich ein ca. 3,8 Hektar großes Steingebäude, bei dem es sich vielleicht um den Palast eines hier residierenden Herrschers handelte. Bei den Ausgrabungen fand sich Keramik, die an die lokale Keramik der Insel anschließt und zeigt, dass hier zum großen Teil keine Neuankömmlinge lebten. Es gibt Belege für Eisenbearbeitung und vielleicht auch für Glasherstellung. Es wurde Bergbau betrieben.
Es ist lange Zeit angenommen worden, dass es auf Madagaskar vor dem 17. Jahrhundert keine städtischen Siedlungen gab. Der Fund von Mahilaka widerlegt diese frühere Ansicht.